# 白井海芋
白井カイウ，是一名日本漫畫家、漫畫原作者，但其生日、性別、本名皆不對外公開。

## 經歷
大學畢業後曾在一般公司工作，其後為了成為職業漫畫家而離職。2015年與Rickey合作的短篇漫畫〈アシュリー＝ゲートの行方〉刊登在「少年JUMP＋」網站上從而出道。
2017年以其擔任原作的漫畫《約定的夢幻島》與負責作畫的出水明日香同獲第63屆小學館漫畫賞少年向部門賞。

## 作品
- アシュリー＝ゲートの行方（單篇、作画：Rickey、少年Jump+、2015年6月21日）[3]
- ポピィの願い（單篇、作画：出水明日香（日语：出水ぽすか）、少年Jump＋、2016年2月18日）[4]
- 約定的夢幻島（約束のネバーランド）（連載、作画：出水明日香（日语：出水ぽすか）、週刊少年Jump 2016年35号 - 2020年28號）
- miroirs （作画：出水明日香（日语：出水ぽすか））